# Softmaker
Die SoftMaker Software GmbH ist ein in Nürnberg ansässiges mittelständisches Unternehmen, welches Software für den Bürobedarf sowie Computer-Schriftarten entwickelt und vertreibt. Das Unternehmen wurde 1987 gegründet und firmiert seit 1989 als GmbH. Gründer und Geschäftsführer ist Martin Kotulla. Im Jahr 2015 waren 23 Angestellte sowie zahlreiche freie Mitarbeiter beschäftigt.

## SoftMaker Office
Hauptprodukt ist das Büropaket SoftMaker Office, das für Windows, macOS, Linux, Chromebooks sowie für Android und iOS angeboten wird. Es zeichnet sich durch eine hohe Kompatibilität mit Microsoft Office aus.
Die Bedienoberfläche (Menüs und Dialoge) wird in 30 Sprachen angeboten.

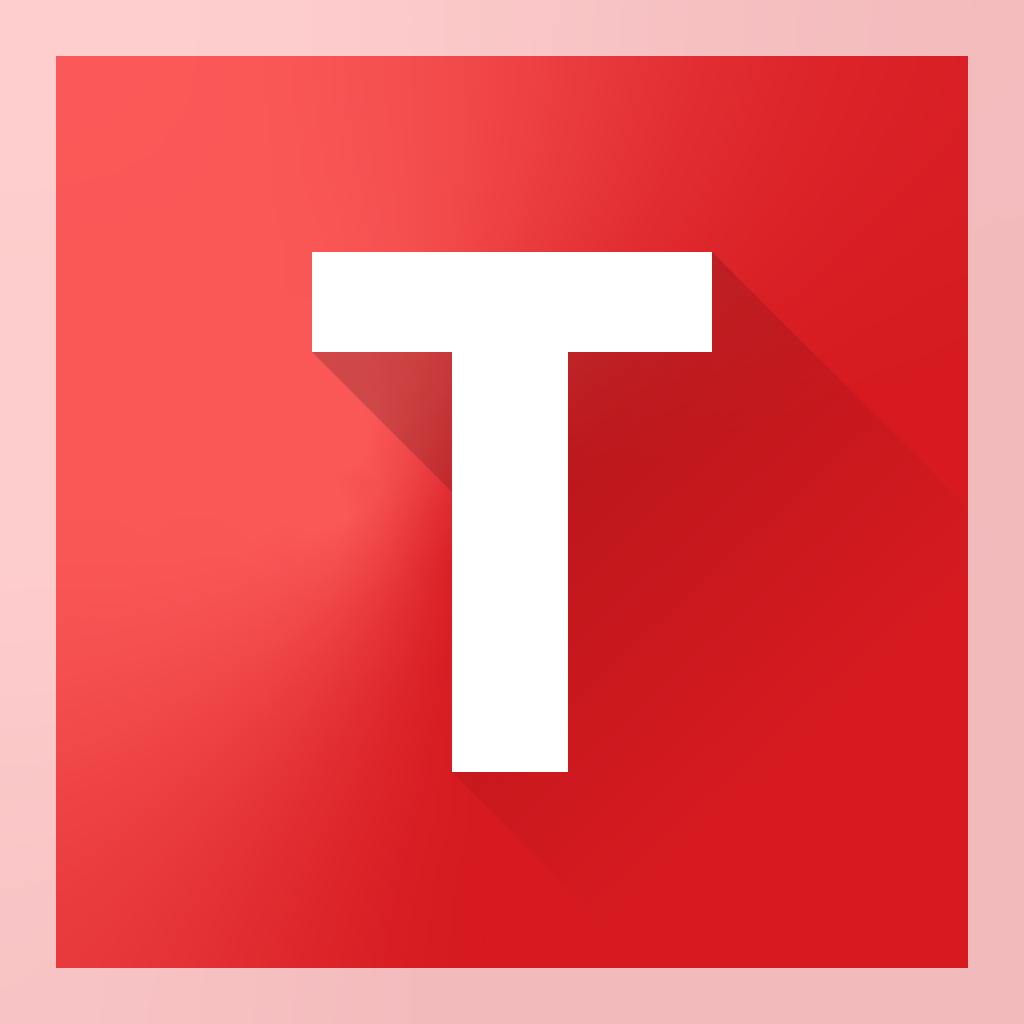
TextMaker (Textverarbeitung)
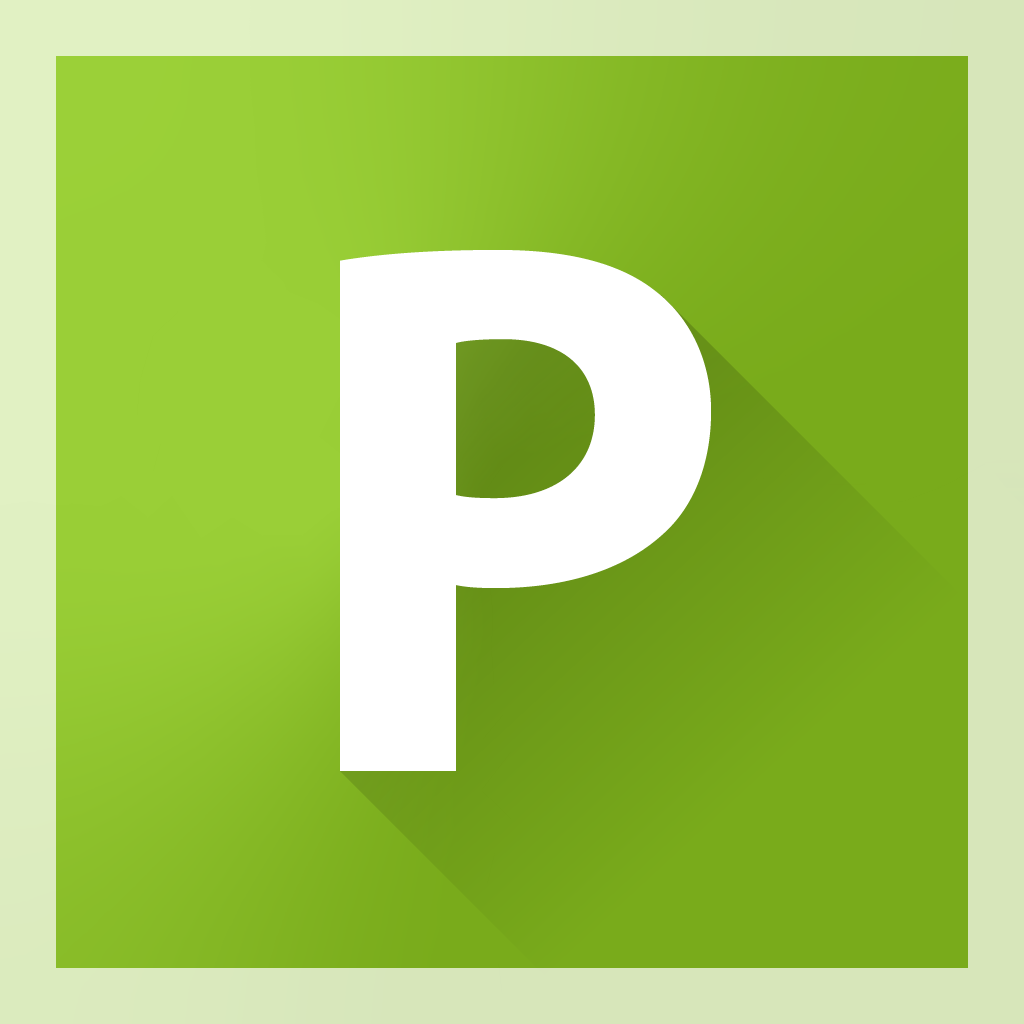
PlanMaker (Tabellenkalkulation)
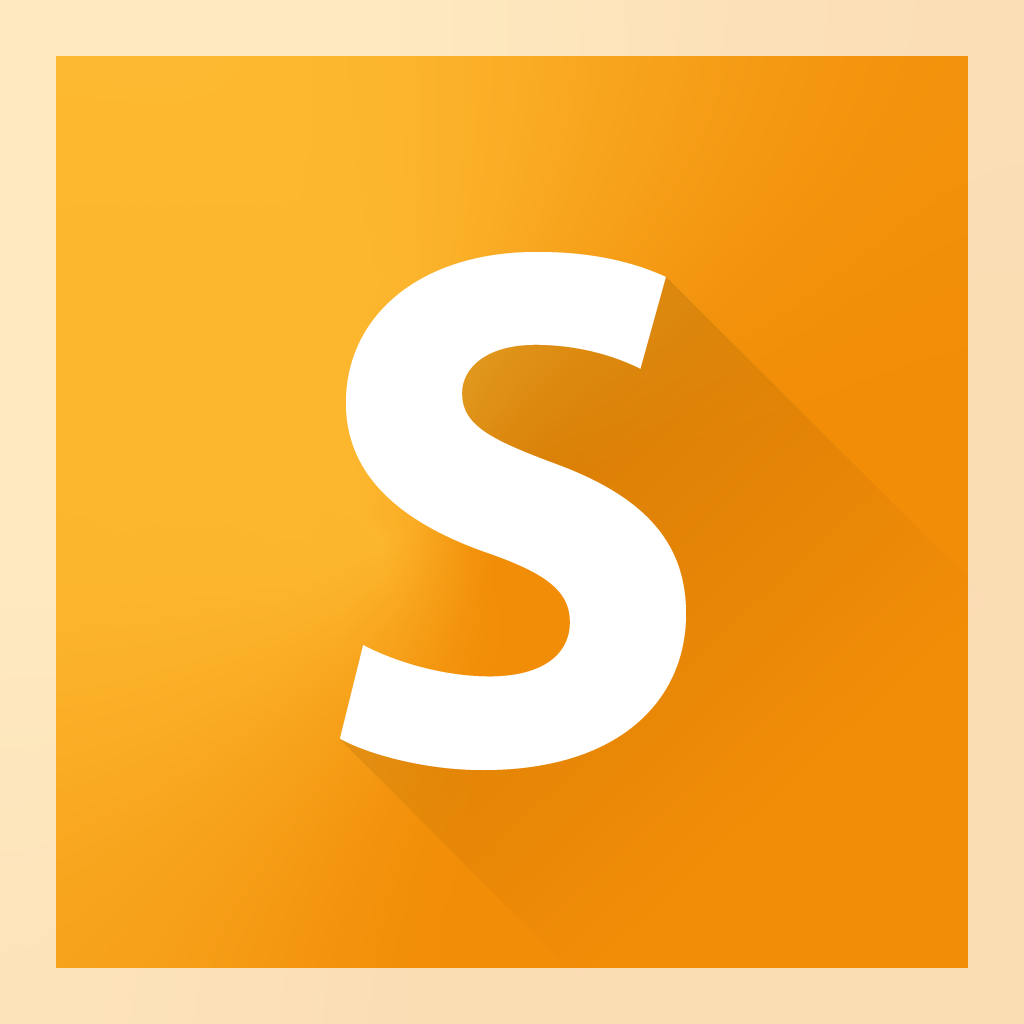
Presentations (Präsentationen)
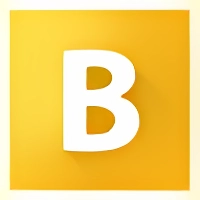
BasicMaker für Windows (BASIC-Makrosprache)

### Lizenzen
Es wird zwischen Einmalkauf und Abonnement unterschieden in den Varianten Standard für einmalig 100 € (bzw. NX Home für 30 € jährlich) und Professional für einmalig 130 € (bzw. NX Universal für 50 € jährlich). Letztere enthält auch den Duden-Korrektor sowie Wörterbücher für 85 Sprachen, automatische Silbentrennung in 35 Sprachen, Anbindung an die Literaturverwaltung Zotero zur Zitierung in wissenschaftlichen Fachartikeln, ePUB-Export, Gruppenrichtlinien, sowie nur als Abo die Anbindung an ChatGPT für Textzusammenfassung und -generierung und DeepL-Übersetzungen in 30 Sprachen (letzteres nicht für Android und iOS). Der Vertrag mit Deepl umfasst für die Jahresversion 750.000 Zeichen und für die Monatsversion 75.000 Zeichen pro Monat.
Eine Softmaker-Lizenz gilt für fünf private PCs und fünf Mobilgeräte (nicht kommerziell und im gleichen Haushalt) oder für einen kommerziellen PC, auch zusätzlich auf einem Mobilgerät.

### FreeOffice
FreeOffice ist eine kostenlose Variante von SoftMaker Office. Es handelt sich um proprietäre Software, die als Freeware unter den Lizenzbedingungen des Herstellers für private und geschäftliche Nutzung zeitlich unbegrenzt zur Verfügung gestellt wird. In der kostenlosen Variante fehlen im Vergleich zur kostenpflichtigen Standard-Kaufversion die kommerziellen Wörterbücher und Thesauri, einige Druckfunktionen und Darstellungsformen (Registerkarten, anpassbares Ribbon) und der kostenlose technische Support. Unterstützt wird jedoch – wie in der Kaufversion – die mobile Installation auf einem USB-Datenträger.
FreeOffice ist ebenfalls für Windows, macOS, Linux und Android erhältlich.

### Geschichte
Im Jahr 1987 wurde SoftMaker Office für DOS entwickelt, frühere Versionen wurden auch für Windows Mobile und Windows CE, den Sharp Zaurus und FreeBSD angeboten, für Linux wurde Wine empfohlen.
Bis 1999 war DataMaker als Pendant zu Microsoft Access im Paket enthalten.
SoftMaker Office bildet auch die Basis für Ashampoo Office.
Seit SoftMaker Office 2008 kann es auch portabel auf einem USB-Stick installiert werden und dann auf beliebigen PCs ohne Eingriff in deren Betriebssystem gestartet werden.
Seit der Version 2012 gibt es SoftMaker Office in einer Standard- und einer Professional-Version. Letztere enthält für den deutschsprachigen Markt zusätzlich den Duden-Korrektor und Duden-Wörterbuch, bis 2020 auch Langenscheidt-Wörterbücher. 
Bis 2015 war auch die PIM-Anwendung eM Client Professional enthalten, die dann durch eine speziell angepasste Version von Mozilla Thunderbird ersetzt wurde, bevor dann kein E-Mail-Programm mehr beigelegt wurde.
Für Android wurden früher zwei Versionen angeboten: „SoftMaker Office Mobile“ für Smartphones und „SoftMaker Office HD Basic“ optimiert für Tabletcomputer. Inzwischen wurden diese zu einer Version zusammengefasst. Seit Mitte 2022 gibt es die drei Programme TextMaker, PlanMaker und Presentations auch als App für iOS.
Seit 2022 gibt es neben der Kaufversion auch das Jahres-Abo Office NX, welches zusätzlich ChatGPT in der Pro-Version einbindet, und das auf neuronalen Netzen basierte Übersetzungswerkzeug DeepL.
Kleinere Ergänzungen waren 2023 der augenschonende Dark Mode und 2024 dynamisch generierte QR- und Barcodes.

## FlexiPDF

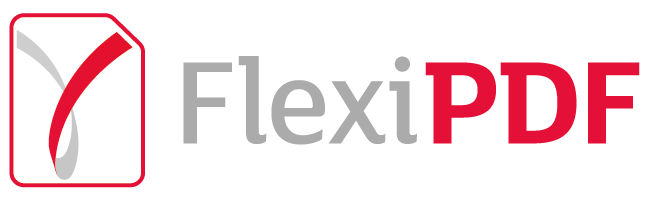
Logo von FlexiPDF seit 2024

Der PDF-Editor FlexiPDF wurde 2016 erstmals veröffentlicht und ist eines der wenigen Programme, mit denen PDF-Dateien vergleichsweise umfangreich und halbwegs einfach bearbeitet werden können. In der Fachpresse wurde FlexiPDF als „Textvirtuose“ bezeichnet. Weitere Funktionen sind:
- Erstellen von PDF-Formularen,
- Texterkennung für gescannte Seiten,
- PDF/A-Erzeugung zur Archivierung,
- kryptografisches Signieren,
- Vergleich zweier PDF-Dateien,
- Übersetzung ganzer Seiten mit DeepL unter Beibehaltung des Original-Layouts.

Stand 2023 ist die aktuelle Version FlexiPDF 2022 mit einem Kaufpreis von 80 € oder einem jährlichen Abo von 40 € für drei PCs im Privathaushalt oder einem kommerziell genutzten PC.

## Schriftarten
Im Bereich Computerschriftarten bietet SoftMaker zwei umfangreiche Schriftsammlungen an: MegaFont NOW mit 7.500 TrueType-Schriften und 7.500 Webfonts richtet sich vorwiegend an Privatanwender, infiniType 4 mit 7.444 Schriften im OpenType-PS-, TrueType- und Webfont-Format an professionelle Anwender. Weitere Schriftensammlungen für Windows, macOS und Linux richten sich an Kunden mit speziellen Interessen.

## Weitere Produkte
Für Schulen, Lehrer und Hochschulen bietet die Firma ausgewählte Produkte kostenlos an, für Schüler und Studenten zum vergünstigten Preis.